# Muntele Korab
Muntele Korab (în albaneză Mali i Korabit, în macedoneană Golem Korab/Голем Кораб) se află la granița dintre Albania și Macedonia, având totodată și altitudinea maximă din cele două țări, în Vârful Golem Korab de 2764 m (Marele Korab / Korabul Mare), care se află exact pe graniță. Către est se desprind Munții Šar. În mai multe vârfuri este depășită altitudinea de 2000 m.

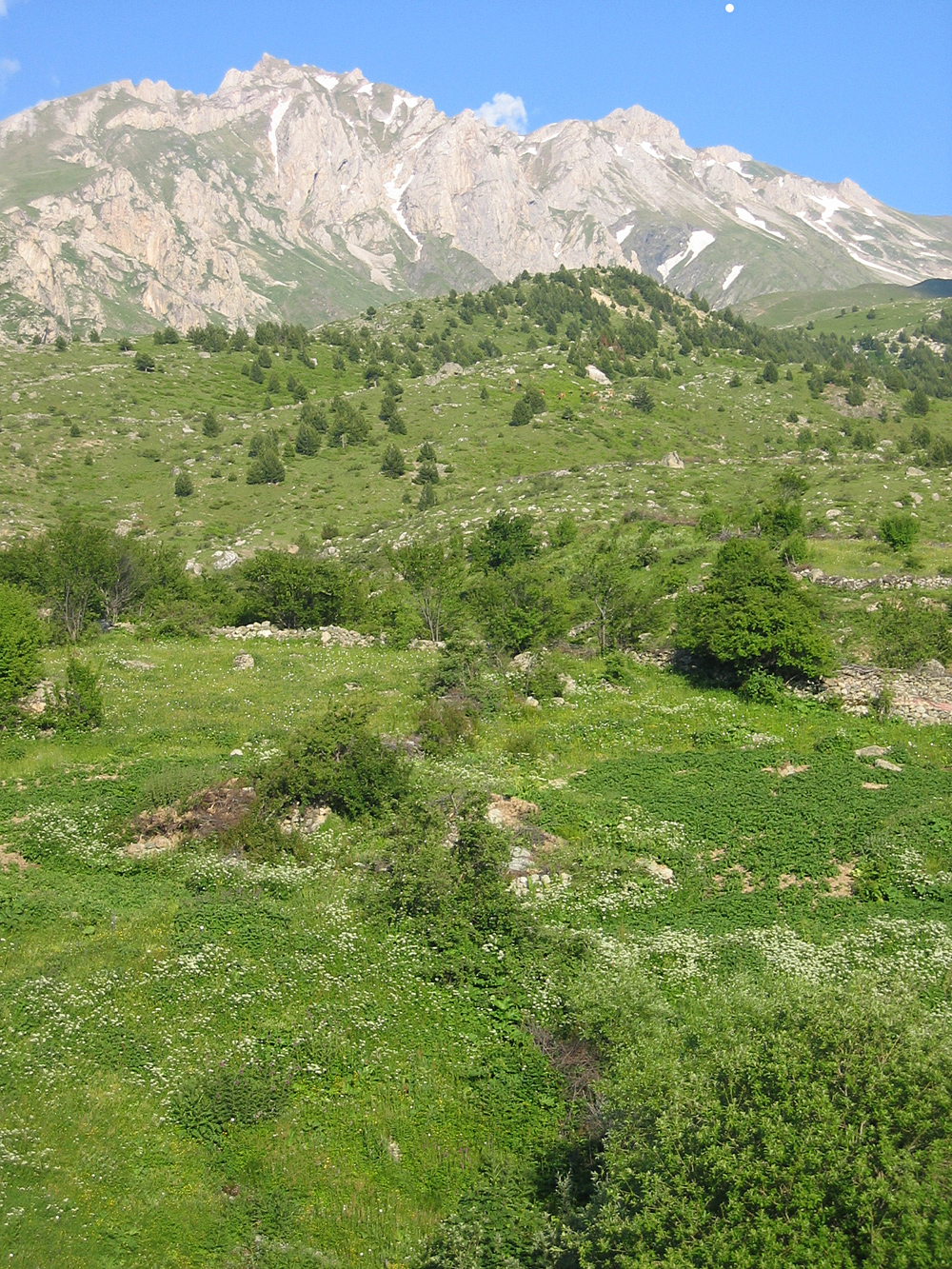
Munţii Korab văzuţi de la Kala e Dodës (Radomira), Albania

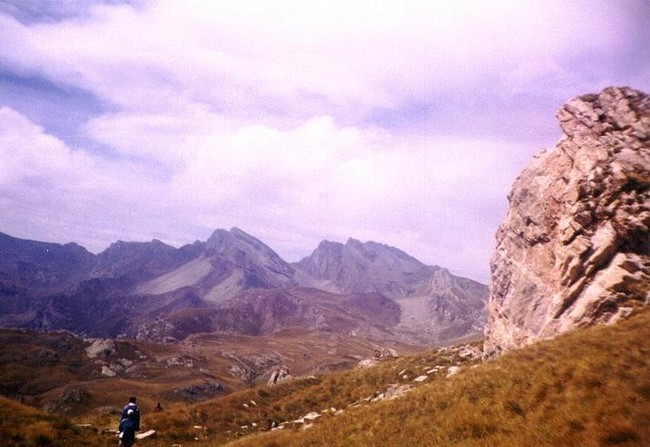
Aspectul Munţilor Korab văzuţi dinspre Macedonia

În peisaj se fac vizibile mai multe zone cu abrupturi tectonice, ce pot depăși 500 m în unele cazuri. În mod deosebit se ramarcă zona alpină Kabash, cu mai multe creste ascuțite greu accesibile. La peste 2000 m climatul este de tip alpin iar vegetația este formată din elemente ierboase.
În timpul conflictului din Macedonia linia de front se afla pe acest munte. Încă mai există zone minate în jurul acestui munte. Ascensiunea muntelui este posibilă din partea macedoneană după o serie de formalități birocratice complicate și cu o escortă militară.
Cele mai mari șanse de a urca Vârful Golem Korab sunt prin participarea la expediția internațională de ascensiune care are loc în fiecare an la începutul lunii septembrie, acțiune organizată de clubul de turism PSD „Korab” - Skopje.